# Beyond Divinity
Beyond Divinity ist ein Computer-Rollenspiel des belgischen Entwicklers Larian Studios, das 2004 in Nachfolge des Titels Divine Divinity für Windows veröffentlicht wurde. Als Publisher fungierte das französische Unternehmen Ubisoft.

## Handlung
Die Handlung von Beyond Divinity findet 20 Jahre nach den Ereignissen von Divine Divinity statt. Der Spieler übernimmt die Rolle eines Dieners des Göttlichen und spielt einen Paladin, der Jagd auf Nekromanten macht. Während des Kampfes mit einem besonders mächtigen Nekromanten wird der Paladin vom Dämonen Samuel in ein anderes Universum versetzt und seine Seele mit der eines bösartigen Todesritters verschmolzen. Gemeinsam müssen der Paladin und der Todesritter sich auf die Suche nach einer Möglichkeit begeben, ihre Seelen wieder voneinander zu lösen.

## Spielprinzip
Das Spielprinzip entspricht weitgehend dem von Divine Divinity, nur dass dem Spieler diesmal zwei Spielfiguren zur Auswahl stehen. Die meiste Zeit über kann der Spieler auf beide Charaktere zugreifen, wobei nur einer gleichzeitig selektiert werden kann. Die andere Figur folgt dem selektierten Charakter und wird in Kämpfen vom Programm gesteuert. Jeder Charakter besitzt rollenspielüblich eine eigene Charakterstatistik und Ausrüstung, die vom Spieler ausgebaut und weiterentwickelt werden können.
Beyond Divinity unterteilt sich in vier Akte. Während der erste recht linear aufgebaut ist, lassen die späteren Akte dem Spieler deutlich mehr Bewegungsfreiheit. In jedem Akt können die Spielerfiguren eine Beschwörungspuppe erlangen, mit der eine spezielle Kreatur (Skelett, Dämon etc.) herbeigerufen werden kann. Diese können ebenfalls direkt vom Spieler kontrolliert werden und die Spielercharakter im Kampf unterstützen oder als Gepäckträger eingesetzt werden.
In jedem Akt findet sich ein sogenanntes Schlachtfeld mit Händlern und einigen optionalen, zufällig generierten Dungeons. Der Spieler kann sich nach Freischaltung jederzeit dorthin teleportieren.

## Entwicklungsgeschichte
Das Spiel wurde im Juni 2003 mit dem Titel Riftrunner und als Ableger zu Divine Divinity angekündigt. Es verwendet eine überarbeitete Version der Divinity-Engine. Im Dezember 2003 wurde bekannt, dass das Spiel in Beyond Divinity umbenannt wurde.

## Rezeption
Das Spiel erhielt durchmischte Kritiken (Metacritic: 73/100). David Bergmann von der PC Games vergab eine Spielspaß-Wertung von 74 % mit der Begründung:

„Doch auch diese für ein Action-Rollenspiel neuartige Gruppendynamik hievt Beyond Divinity nicht in die absolute Spitzenklasse. Zu eintönig sind die Aufträge, zu schnell gehen einem die immer gleichen Sticheleien der Protagonisten auf die Nerven, zu sehr hängt der Ausgang der Kämpfe vom Zufall ab. Vor allem aber sorgen die zahlreich versteckten Fallen für Frust.“

Michael Graf von GameStar vergab 71 %:

„Von der schwachen Präsentation lasse ich mich nicht täuschen: Bereits nach wenigen Spielminuten packt mich der Sammeltrieb nach besserer Ausrüstung. Und das Talentsystem lädt zum Experimentieren ein […] Allerdings hätte ich mir mehr Tiefgang gewünscht, beispielsweise durch eine größere Party oder fordernde Kämpfe. Zudem nervt mich das umständliche Inventar. Rollenspiel-Fans ohne großen Taktik-Anspruch finden mit Beyond Divinity neues Monstermetzel-Futter.“